# Seleção Egípcia de Futebol
A Seleção Egípcia de Futebol representa o Egito nas competições de futebol da FIFA. Ela também é filiada à CAF, à UAFA e à UNAF.
Conquistou sete vezes a Copa Africana de Nações, sendo até então o único heptacampeão e o maior vencedor do torneio. Participou de três Copas do Mundo, em 1934, 1990 e 2018 sendo a primeira seleção africana a marcar um gol nesta competição. No dia 18 de junho de 2009, num confronto contra a Itália válido pela Copa das Confederações, os "Faraós" venceram a temida campeã do Mundo pelo placar mínimo, com gol de Homos no primeiro tempo.
Atualmente seus principais jogadores são Mohamed Elneny, do Arsenal e Mohamed Salah, do Liverpool.
No dia 18 de junho de 2009 na Copa das Confederações de 2009 na África do Sul, a seleção egípcia tornou-se a primeira seleção africana na história a derrotar a tetracampeã mundial, a Itália.

## Copa do Mundo
| Copa do Mundo | Copa do Mundo     | Copa do Mundo | Copa do Mundo | Copa do Mundo | Copa do Mundo | Copa do Mundo | Copa do Mundo | Copa do Mundo | Copa do Mundo |
| Aparições     | Aparições         | Aparições     | Aparições     | Aparições     | Aparições     | Aparições     | Aparições     | Aparições     | Aparições     |
| Ano           | Resultado         | Pos           | P             | V             | E             | D             | GS            | GA            |               |
| ------------- | ----------------- | ------------- | ------------- | ------------- | ------------- | ------------- | ------------- | ------------- | ------------- |
| 1930          | Não participou    | -             | -             | -             | -             | -             | -             | -             |               |
| 1934          | Oitavas de final  | 13/16         | 1             | 0             | 0             | 1             | 2             | 4             |               |
| 1938          | Não participou    | -             | -             | -             | -             | -             | -             | -             |               |
| 1950          | Não participou    | -             | -             | -             | -             | -             | -             | -             |               |
| 1954          | Não se qualificou | -             | -             | -             | -             | -             | -             | -             |               |
| 1958          | Não participou    | -             | -             | -             | -             | -             | -             | -             |               |
| 1962          | Não participou    | -             | -             | -             | -             | -             | -             | -             |               |
| 1966          | Não participou    | -             | -             | -             | -             | -             | -             | -             |               |
| 1970          | Não participou    | -             | -             | -             | -             | -             | -             | -             |               |
| 1974          | Não se qualificou | -             | -             | -             | -             | -             | -             | -             |               |
| 1978          | Não se qualificou | -             | -             | -             | -             | -             | -             | -             |               |
| 1982          | Não se qualificou | -             | -             | -             | -             | -             | -             | -             |               |
| 1986          | Não se qualificou | -             | -             | -             | -             | -             | -             | -             |               |
| 1990          | Fase de Grupos    | 20/24         | 3             | 0             | 2             | 1             | 1             | 2             |               |
| 1994          | Não se qualificou | -             | -             | -             | -             | -             | -             | -             |               |
| 1998          | Não se qualificou | -             | -             | -             | -             | -             | -             | -             |               |
| 2002          | Não se qualificou | -             | -             | -             | -             | -             | -             | -             |               |
| 2006          | Não se qualificou | -             | -             | -             | -             | -             | -             | -             |               |
| 2010          | Não se qualificou | -             | -             | -             | -             | -             | -             | -             |               |
| 2014          | Não se qualificou | -             | -             | -             | -             | -             | -             | -             |               |
| 2018          | Fase de Grupos    | 31/32         | 1             | 0             | 0             | 3             | 2             | 6             |               |
| 2022          | Não se qualificou | 0             | 0             | 0             | 0             | 0             | 0             | 0             |               |
| 2026          | A definir         | 0             | 0             | 0             | 0             | 0             | 0             | 0             |               |

## Copa das Nações Africanas
| 1957 | Campeão                       | 1976 | Quarto lugar      | 1994 | Quarta de finais |
| 1959 | Campeão                       | 1978 | Não se Qualificou | 1996 | Quarta de finais |
| 1962 | Vice-Campeão                  | 1980 | 4º lugar          | 1998 | Campeão          |
| 1963 | Terceiro lugar                | 1982 | Retirou-se        | 2000 | Quarta de finais |
| 1965 | Retiraram após a qualificação | 1984 | 4º lugar          | 2002 | Quarta de finais |
| 1968 | Retirou-se                    | 1986 | Campeão           | 2004 | Rodada 1         |
| 1970 | 4º lugar                      | 1988 | Rodada 1          | 2006 | Campeão          |
| 1972 | Não se Qualificou             | 1990 | Rodada 1          | 2008 | Campeão          |
| 1974 | 4º lugar                      | 1992 | Rodada 1          | 2010 | Campeão          |

## Copa das Confederações
| Copa das Confederações | Copa das Confederações | Copa das Confederações | Copa das Confederações | Copa das Confederações | Copa das Confederações | Copa das Confederações | Copa das Confederações | Copa das Confederações |
| Ano                    | Rodada                 | P                      | V                      | E                      | D                      | GP                     | GC                     |                        |
| ---------------------- | ---------------------- | ---------------------- | ---------------------- | ---------------------- | ---------------------- | ---------------------- | ---------------------- | ---------------------- |
| 1992                   | Não se Qualificou      | -                      | -                      | -                      | -                      | -                      | -                      |                        |
| 1995                   | Não se Qualificou      | -                      | -                      | -                      | -                      | -                      | -                      |                        |
| 1997                   | Não se Qualificou      | -                      | -                      | -                      | -                      | -                      | -                      |                        |
| 1999                   | Rodada 1               | 3                      | 0                      | 2                      | 1                      | 5                      | 9                      |                        |
| 2001                   | Não se Qualificou      | -                      | -                      | -                      | -                      | -                      | -                      |                        |
| 2003                   | Não se Qualificou      | -                      | -                      | -                      | -                      | -                      | -                      |                        |
| 2005                   | Não se Qualificou      | -                      | -                      | -                      | -                      | -                      | -                      |                        |
| 2009                   | Rodada 1               | 3                      | 1                      | 0                      | 2                      | 4                      | 7                      |                        |

## Uniformes

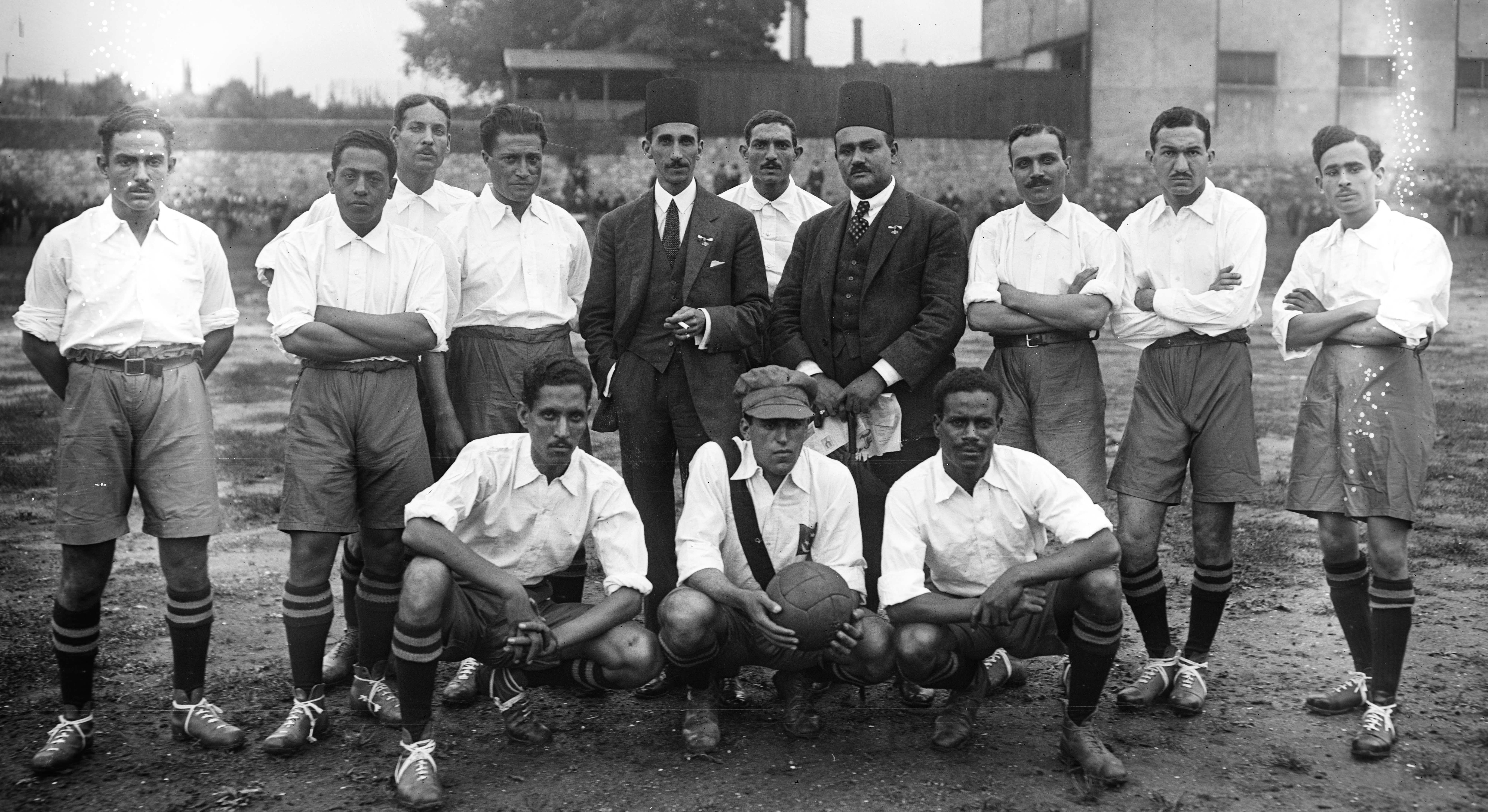
Equipe egípcia em 1920

### Uniformes dos jogadores
- Uniforme principal: Camisa vermelha, calção branco e meias pretas;
- Uniforme visitante: Camisa branca, calção preto e meias brancas.

| 1º Uniforme | 2º Uniforme |

### Uniformes dos goleiros
| Cores do Time · Cores do Time · Cores do Time · Cores do Time · Cores do Time | Cores do Time · Cores do Time · Cores do Time · Cores do Time · Cores do Time |

### Uniformes anteriores
- 2018

| 1º Uniforme | 2º uniforme |

- 2017

| 1º uniforme | 2º uniforme |

- 2015

| 1º uniforme | 2º uniforme |

- 2014

| 1º uniforme | 2º uniforme |

- 2012

| 1º uniforme | 2º uniforme |

- 2011

| 1º uniforme | 2º uniforme |  |

- 2010

| 1º uniforme | 2º uniforme | 3º uniforme |  |

- 2008

| 1º Uniforme | 2º uniforme |

- 2006

| 1º Uniforme | 2º uniforme |

### Material esportivo
| Fornecedor | Período       |
| ---------- | ------------- |
| Adidas     | 1990–1995     |
| Venecia    | 1995–1998     |
| Puma       | 1999–2004     |
| Adidas     | 2004–2006     |
| Puma       | 2006–2012     |
| Adidas     | 2012–2019     |
| Puma       | 2019–presente |

## Títulos
| CONTINENTAIS | CONTINENTAIS                   | CONTINENTAIS | CONTINENTAIS                              |
|              | Competição                     | Vezes        | Ano                                       |
| ------------ | ------------------------------ | ------------ | ----------------------------------------- |
|              | Campeonato Africano das Nações | 7            | 1957, 1959, 1986, 1998, 2006, 2008 e 2010 |
|              | Copa das Nações Árabes         | 1            | 1992                                      |